# Baldur (navire)
Pour les articles homonymes, voir Baldur (homonymie).
Le Baldur, ou Baldur III, est un navire océanographique islandais, utilisé par la garde côtière d'Islande. 